# گوردون براونینگ
گوردون ویور براونینگ (Gordon Weaver Browning)‏ (۲۲ نوامبر۱۸۸۹–۲۳ مه ۱۹۷۶)، سیاستمدار آمریکایی بود که از سال ۱۹۳۷ تا سال ۱۹۳۹ و مجدداً از سال ۱۹۴۹ تا سال ۱۹۵۳، به عنوان سی و هشتمین فرماندار ایالت تنسی خدمت کرد. براونینگ از سال ۱۹۲۳ تا سال ۱۹۳۵ شش دوره در مجلس نمایندگان ایالات متحده نیز خدمت کرد و در دههٔ ۱۹۴۰ رئیس دادگاه انصاف ناحیه هشتم تنسی بود. براونینگ در زمان فرمانداریش امور مالی ایالت را تثبیت کرد، مسافت مسیرهای سنگ‌فرش شدهٔ ایالت را دوبرابر ساخت و قانونی را به‌منظور جلوگیری از تقلب رای‌دهندگان تصویب کرد. پیروزی وی در کمپین نفس‌گیر فرمانداری سال ۱۹۴۸، سبب شکست قدرت ای.اچ. کرامپ، رئیس سیاسی ممفیس شد.
براونینگ در سال پس از جنگ دوم جهانی در آلمان تحت اشغال متفقین خدمت کرد و مشاور امور مدنی ستاد ارتشبد دوایت دی. آیزنهاور بود.

## اوایل زندگی
براونینگ، پسر جیمز و میلیسا (بروک) براونینگ، در نزدیکی شهر آتوود در شهرستان کرول ایالت تنسی بدنیا آمد. زمانی‌که هنوز جوان بود، والدینش به شهر میلن ایالت تنسی نقل مکان نمودند و پدرش در آن شهر به عنوان قاضی صلح خدمت کرد. براونینگ در خانهٔ تاریخی براونینگ بزرگ شد. پس از فراغت از دبیرستان میلن در سال ۱۹۰۸، در دانشگاه والپاریسو واقع ایالت ایندیانا ثبت نام کرد و از شهریهٔ غذا و محل زندگی برخوردار شد. براونینگ در سال ۱۹۱۳ با اخذ مدرک کارشناسی علوم و مدرک کارشناسی تعلیم و تربیت از این دانشگاه فارغ شد.
براونینگ برای مدت کوتاهی در مدرسه مصروف تدریس بود و سپس در دانشکدهٔ حقوق کامبرلند واقع شهر لبنان ایالت تنسی ثبت نام کرد. در سال ۱۹۱۵ از دانشکدهٔ مذکور فارغ شد و اندکی پس از فراغت به کانون وکلا پذیرفته شد. در ماه مارس سال ۱۹۱۵ در دفتر حقوقی جورج مک‌کال واقع شهر هانتینگتون ایالت تنسی در زادگاهش در شهرستان کرل، به وکالت شروع کرد.
براونینگ در ماه ژوئن سال ۱۹۱۷ پس از ورود ایالات متحده در جنگ اول جهانی، در گارد ملی ایالت تنسی به عنوان ستوان دوم در گروهان D نخستین توپخانهٔ صحرایی تنسی نام‌نویسی کرد. این واحد به‌عنوان واحد توپخانهٔ صحرایی یک‌صدو چهاردهم لشکر پیاده‌نظام سی‌ام تحت فرماندهی ارتشبد لارنس تایسون، مجهز و آماده شد. براونینگ به درجهٔ سروانی ارتقا یافت و به گروهان A تبدیل شد. براونینگ با این واحد در شمال فرانسه جنگید و به‌خاطر شجاعتش مورد تقدیر قرار گرفت.
براونینگ پس از ترخیص در سال ۱۹۱۹، دوباره در شهر هانتینگتون به وکالت شروع کرد. در سال ۱۹۲۰ کاندید کرسی حوزهٔ انتخابیه هشتم مجلس نمایندگان ایالات متحده شد اما با اختلاف ۴۹ درصد در برابر ۵۰ درصد در مقابل لان اسکات، هم‌کلاسی پیشین اش در دانشکدهٔ حقوق، شکست خورد. در سال ۱۹۲۲ دوباره کاندید شد و در این بار پیروز شد. براونینگ پنج دورهٔ متوالی (که غالباً در رقابت خود با مخالفت مواجه نمی‌شد) نمایندهٔ حوزهٔ انتخابیه هشتم در مجلس نمایندگان ایالت متحده بود و یک دوره (۱۹۳۳–۱۹۳۵) پس از حوزه‌بندی مجدد از حوزهٔ انتخابیه هفتم نمایندگی کرد. براونینگ در جریان دور اخیر خود در مجلس، یکی از «مدیران» (دادستان‌ها) جلسه استیضاح هارولد لودرباک، قاضی ایالت کالیفرنیا، بود.
براونینگ در سال ۱۹۳۴، پس از استعفای کوردل هال از مجلس سنا و انتصاب اش در سمت وزارت امور خارجه، در تلاش نامزدی حزب دموکرات در کرسی خالی وی در مجلس سنا بود. نیتان ال. باکمن که موقتاً در آن کرسی گماشته شد بود، مهم‌ترین رقیب براونینگ بر سر کرسی مذکور بود. باکمن از حمایت اچ. ای کرمپ، رئیس سیاسی ممفیس که پس از زوال لوک لی رقیبش، در اوج قدرت قرار داشت، برخوردار بود و براونینگ در تلاش کسب حمایت رای‌دهندگان تنسی شرقی بود. براونینگ با بدست آوردن ۱۲۱٬۱۶۹ در برابر ۱۶۶٬۲۹۳ توسط باکمن شکست خورد.

## نخستین دور فرمانداری و جنگ دوم جهانی
هیل مک‌آلیستر، فرماندار آن زمان، با پیشنهاد مالیات برفروش ایالتی خشم کرمپ را برانگیخت و مجدداً در انتخابات کاندید نشد. براونینگ در تلاش نامزی حزب بود و بورگین دوست، مدیر مدرسهٔ شهرستان کمبل، مهم‌ترین رقیب وی بود. کرمپ در ابتدا اعلام بی‌طرفی کرد، اما پس از این‌که واضح شد که براونینگ امکان دارد با یا بدون رای شهرستان شلبی به پیروزی دست یابد، از براونینگ اعلام حمایت کرد. براونینگ در انتخابات مقدماتی پیروزشد و در ادر انتخابات عمومی با بدست آوردن ۳۳۲٬۵۲۳ رای در برابر ۷۷٬۳۹۲ رای، پت تاک، کاندید حزب دموکرات را شکست داد.
براونینگ بر تصفیه دولت ایالتی، تحت کنترل در آودن بدهی (که تا زمان به قدرت رسیدن وی به بیش از ۱۰۰ میلیون دلار افزایش یافته بود) و ممنوعیت سراسری مشروبات الکلی (ممنوعیت ملی مشروبات الکلی با لغو اصلاحیهٔ هجدهم پایان یافته بود)، مبارزه کرده بود. در سال ۱۹۳۷ قانون سازماندهی مجدد بدهی را امضا کرد که سبب تلفیق مالیات ایالتی شد و مالیات متعددی را وضع کرد. در جریان ۱۰ سال آینده در نتیجهٔ این تلاش‌ها بدهی ایالت تا ۴۰ درصد کاهش یافت. براونینگ همچنین اداره حفظ منابع طبیعی (فعلاً وزارت محیط زیست و حفظ منابع طبیعی تنسی) را ایجاد کرد، سهم ایالتی چندین برنامهٔ فدرال را به‌هدف ارائه کمک به اثرات دوران رکود بزرگ اجرا کرد و سیستم شایستگی خدمات غیرنظامی را ایجاد نمود.
سناتور باکمن (که در سال ۱۹۳۴ براونینگ را در کرسی مجلس سنا شکست داده بود)، در حین تصدی عضویت مجلس درگذشت. براونینگ برنامه‌ای را طرح کرد که بر مبنای آن بتواند کرسی باکمن را بدست آورد و همزمان با آن کرمپ را قادر بسازد که با شکست دادن کنت مک‌کلر، در یکی دیگر از کرسی‌های مجلس پیروز شود و لئوس اس. پوپ فرماندار شود. اما این برنامه هرگز تحقق نیافت، زیرا کرمپ از رقابت علیه مک‌کلر دوست دیرینه خود، امتناع کرد. افزون بر این براونینگ با انتصاب چند تن از همکاران سابق لوک لی در پست‌های دولتی و چشم پوشی از درخواست‌های کرمپ برای انتصابات، خشم کرمپ را برانگیخت. براونینگ، جورج ال. بری را در کرسی باکمن منصوب کرد تا دوره باقی‌مانده باکمن را تکمیل نماید.
در سال ۱۹۳۸ پرینتیز کوپر با حمایت کرمپ، در انتخابات نامزدی حزب برای سمت فرمانداری براونینگ را به مبارزه طلبید. براونینگ پس از اطلاع از ثبت بیش از ۱۰۰٬۰۰۰ رای‌دهنده در شهرستان شلبی توسط کرمپ، در تلاش تعویض سیستم انتخابات مقدماتی به سیستم «واحد شهرستانی» شد که این سیستم آرا را در شهرستان مساوی می‌ساخت به این صورت تأثیر شهرستان شلبی را کاهش می‌داد. این لایحه تصویب شد ما پیش از انتخابات دادگاه عالی ایالت تنسی آن را خلاف قانون اساسی اعلام کرد. براونینگ همچنین کمیسیونی را به‌منظور تحقیق تقلب رای‌دهندگان در شهرستان شلبی ایجاد کرد و موفق شد که بیش ۱۳٬۰۰۰ رای رای‌دهنده را پاک‌سازی نماید. با وجود این همه اما تلاش‌های وی کافی نبود و با بدست آوردن ۱۵۸٬۸۵۴ رای در مقابل ۲۳۱٬۸۵۲ رای، توسط کوپر شکست خورد.
براونینگ پس از شکست در انتخابات مقدماتی به شهر هانتینگدون برگشت و به وکالت خود ادامه داد. در سال ۱۹۴۲ بدون مخالفت، رئیس دادگاه انصاف ناحیهٔ هشتم انتخاب شد.
براونینگ در سال پس از ورود ایالات متحده به جنگ دوم جهانی، پیوسته در تلاش کسب منصب در ارتش ایالات متحده بود، اما با مخالفت رقبای سیاسیش تلاش‌هایش بی‌نتیجه ماند. براونینگ بالاخره مستقیماً به آجودان کل ارتش در واشینگتن درخواست داد و در سال ۱۹۴۳ با درجهٔ سروانی در این سمت منصوب شد. وی در مدرسهٔ حکومت نظامی در شهر شارلوتزویل ایالت ویرجینیا که افسران نظامی را در موضوعات مرتبط با ادارهٔ سرزمین‌های اشغالی آموزش می‌داد، پذیرفته شد و سرانجام به درجهٔ سرهنگ دوم ارتقا یافت.